# أنطون بتراء
أنطون بتراء (بالرومانية: Anton Petrea)‏ هو لاعب كرة قدم ومدرب كرة قدم روماني في مركز الوسط، ولد في 9 مارس 1975 في برايلا في رومانيا. لعب مع رابيد بوخارست وفينوس بوخارست.

## وصلات خارجية
- أنطون بتراء على موقع قاعدة بيانات كرة القدم.إي يو (الإنجليزية)
- أنطون بتراء على موقع Soccerway.com (الإنجليزية)
- أنطون بتراء على موقع عالم كرة القدم.نت (الإنجليزية)